# Morus alba
Il gelso bianco o moro bianco (Morus alba L.) è un albero da frutto appartenente alla famiglia delle Moraceae, contenente lattice, originario della Cina settentrionale e della Corea.

## Descrizione

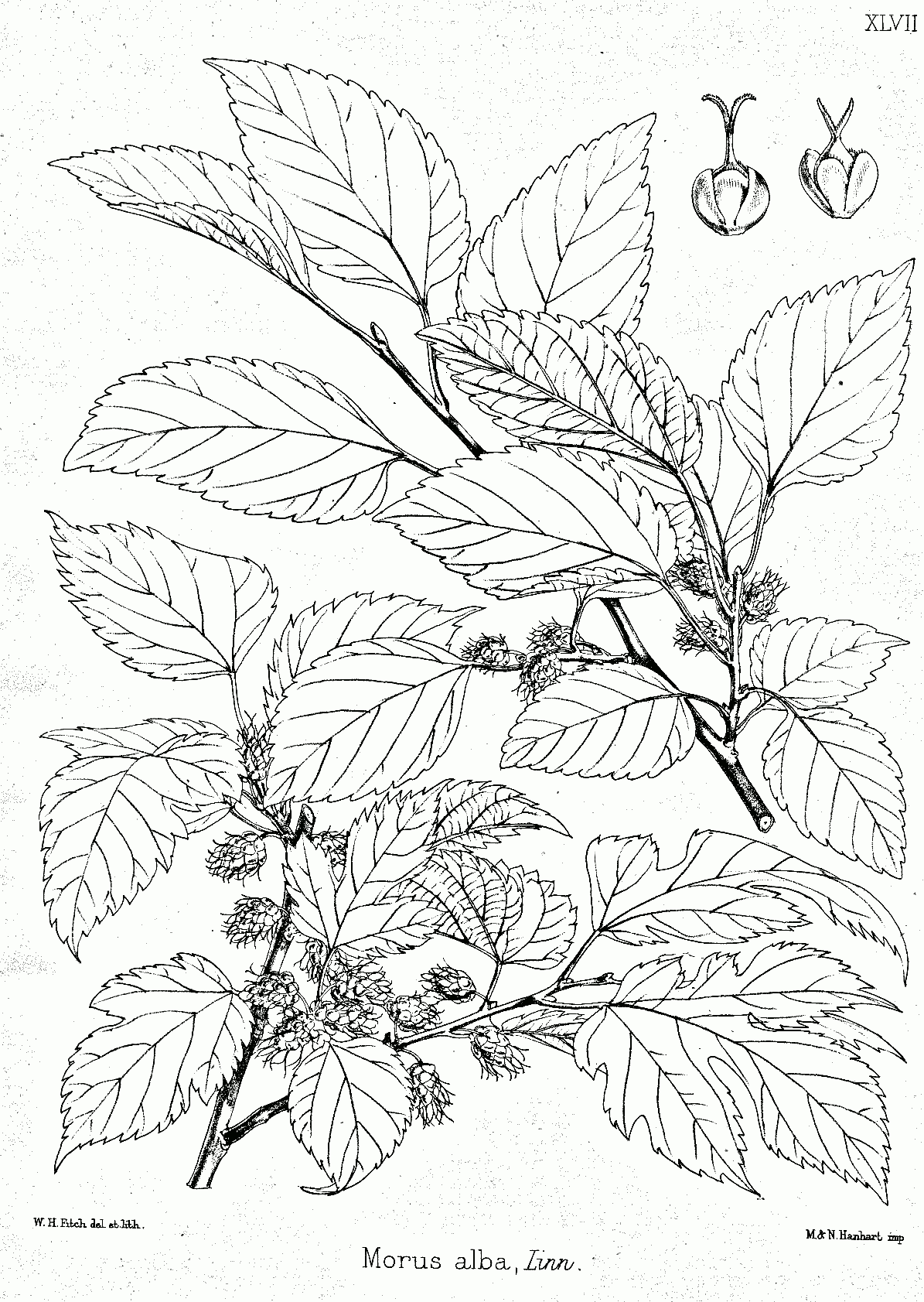
Illustrazione di foglie e fiori di gelso bianco

### Portamento della pianta
Il gelso bianco è un albero caducifoglio e latifoglie, ad accrescimento piuttosto rapido, è longevo e può diventare secolare, alto fino a 15–20 metri, con tronco che si presenta irregolarmente ramificato, chioma densa, ampia e arrotondata verso la sommità. Presenta radici di colore aranciato carico, robuste, profonde ed espanse, poco adatte a terreni secchi e aridi, pur presentando un fitto capillarizio che gli consente di sopravvivere anche in stato di moderata siccità. Vegeta in luoghi soleggiati o al massimo a mezz'ombra, e necessita di ampio spazio in quanto raggiunge notevoli dimensioni. Allo stato naturale e se non capitozzato può vivere fino a 300 anni e più.

### Corteccia e legno
La corteccia è giallo-grigiastra con toni più o meno aranciati e cosparsa di numerose lenticelle giallino-biancastre nella pianta giovane, in seguito diviene marrone-brunastro scura, profondamente solcata e screpolata in fasci fibrosi più o meno verticali formanti piccole scaglie allungate. Il legno è duro, compatto, resistente e robusto, ottimo come combustibile e per piccoli lavori d'intarsio. Il durame è bruno scuro, mentre l'alburno è chiaro e di colore bianco-giallastro. Particolarità del gelso bianco è l'avere il cambio cribro-vascolare attaccato alla corteccia, e non all'alburno, come nella stragrande maggioranza delle piante vascolari, e questo ha particolare interesse soprattutto per quanto riguarda le tecniche d'innesto. Tutta la pianta è percorsa, al disotto dei tessuti di rivestimento (corteccia, derma fogliare ecc...), da una fitta rete di canali laticiferi apociziali, ossia formati a partire da poche cellule originarie embrionali polinucleate senza membrane divisorie, che si sono sviluppate e accresciute e ramificate per tutta la pianta, pur non anastomizzandosi con i tessuti circostanti formando un vero e proprio apparato escretore interno. Il lattice, elemento molto comune nella famiglia delle Moracee di cui il gelso bianco fa parte, contenuto nei canali laticiferi è denso e di colore bianco latte ed è irritante.
I succhi intracellulari e le foglie contengono elevate quantità di alluminio, variabile in base alla tipologia di terreno in cui un singolo esemplare sviluppa, e vi è motivo di credere che esso non rappresenti un costituente casuale, ma abbia importanza nel chimismo della pianta. Il legno presenta, inoltre, varie molecole come fitoalessine e composti organici ad alto peso molecolare, e trova uso come reagente per la rilevazione chimica di numerosi cationi.

### Foglie
Le foglie si presentano caduche, alterne, distiche, portate da un picciolo scanalato e ornato da piccole stipole laterali caduche. Presentano un elevato polimorfismo, generalmente hanno forma ovato-acuta asimmetrica alla base, ma non di rado sono cuoriformi e in forme intermedie tra le due appena citate. La lunghezza varia dai 7 ai 14 cm e la larghezza è compresa tra i 4 e i 6 cm. La lamina si presenta intera, trilobata nelle foglie tripartite dei polloni basali. I margini sono dentato-seghettati (dentatura triangolare), l'apice acuto e la base leggermente cordata. Entrambe le pagine (superiore ed inferiore) si presentano glabre (senza peluria), di colore verde chiaro in primavera-estate e giallo carico in autunno. Quella superiore è lucida e liscia, quella inferiore scarsamente tomentosa sulle nervature. Il picciolo, leggermente tomentoso, è lungo 2-3 centimetri e presenta scanalature e stipole caduche. Le gemme sono piccole, larghe alla base ed appuntite all'apice, ognuna di esse è formata da 13 a 24 perule e nel fusticino da 5 a 12 foglioline. I giovani sono grigio-verdi, di aspetto liscio e con lunghi internodi, anche se non di rado presentano una fine tomentosità.

### Fiori

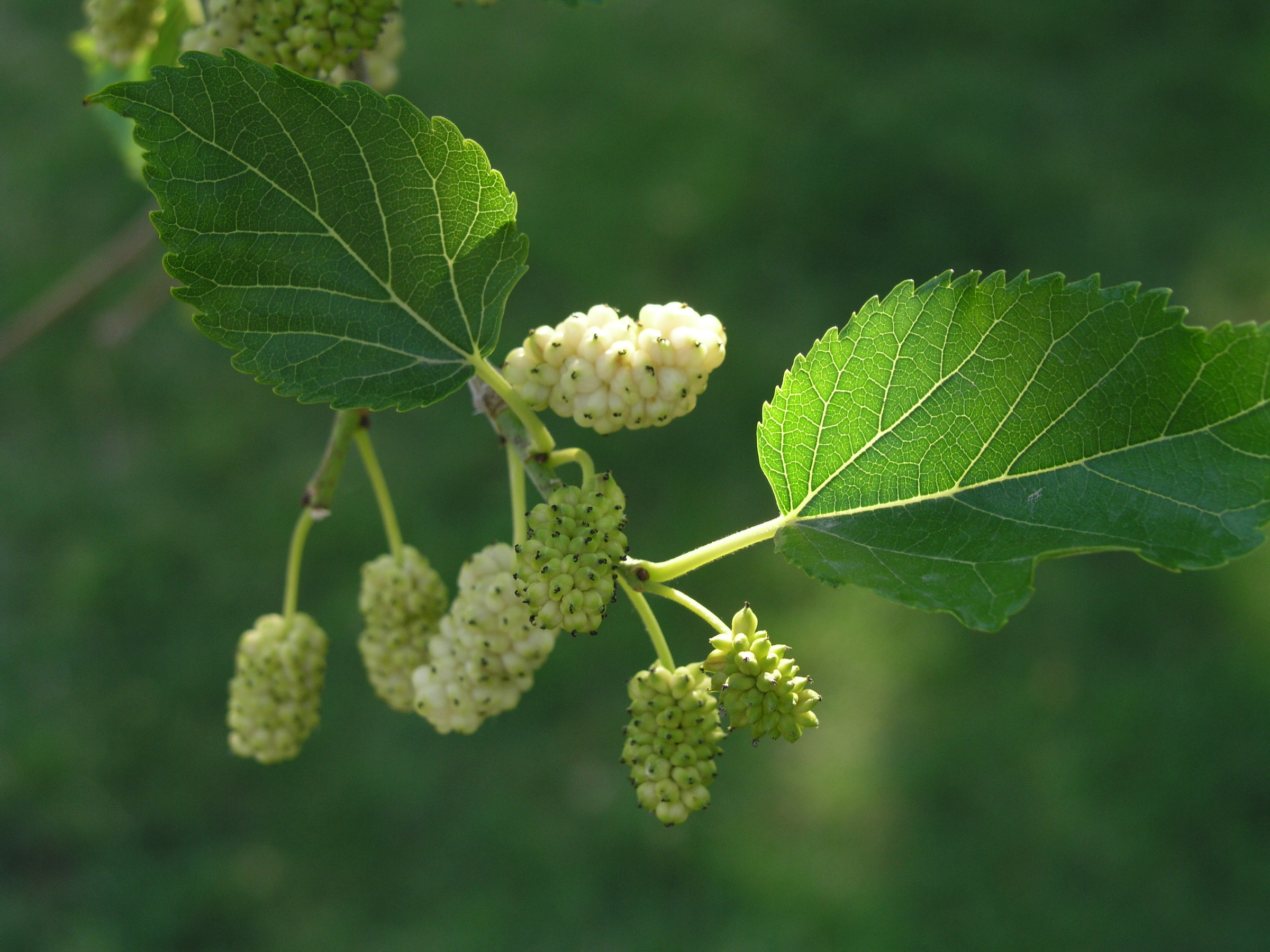
Foglie e frutti immaturi di gelso bianco. L'intero frutto è in realtà un'infruttescenza (sorosio) formata da un frutto vero rivestito da un falso frutto, la polpa, che deriva da una parte del calice fiorale ingrossata e divenuta carnosa

I fiori unisessuali sono raramente ermafroditi. Quelli maschili (staminiferi) formano infiorescenze ad amento di forma cilindrica lunghe circa 2-3,5 cm, sono dotati di perianzio quadripartito segmentato e 4 stami producenti polline con filamenti inflessi nel bocciolo immaturo ed eretti durante l'antesi. È presente anche un rudimentale pistillo sterile. Quelli femminili (pistilliferi) si presentano come amenti globosi lunghi 1–2 cm, dotati di perianzio a quattro lacinie glabre erette, opposte a due a due (le esterne di dimensioni maggiori), e pistillo con ovario uniovulato. Lo stigma è glabro.
L'ovario si presenta diviso in 2 parti, una delle quali abortisce (pistillo uniovulato), contenenti ciascuna un solo ovulo pendulo campilotropo; lo stilo centrale è diviso fin quasi alla base in due lobi stimmatici ricurvi e l'embrione che si forma a seguito della fecondazione si presenta curvo e accompagnato da albume carnoso, con cotiledoni incombenti e radichetta supera.
Solitamente i due fiori di diverso sesso sono portati da piante separate, cioè piante dioiche, anche se non sono rari i casi di esemplari con ambedue le infiorescenze sulla stessa pianta. Il Morus alba fiorisce in aprile-maggio. Entrambe le infiorescenze sono peduncolate (il fiore femminile presenta peduncolo lungo quanto se stesso) e a prima vista, specie se immaturi, assomigliano a tanti piccoli lamponi verdi di diversa lunghezza. Possono anche fiorire in capolini diclini ascellari. Unica nel regno vegetale è la velocità di emissione di polline dalle infiorescenze maschili, i cui stami, tramite un rapido movimento, liberano polline espellendolo a circa 560 km/h (oltre la metà della velocità del suono), rilasciando l'energia elastica accumulata durante la crescita in soli 25 microsecondi, il che lo rende il movimento più veloce e rapido conosciuto finora nel regno vegetale.

### Frutti

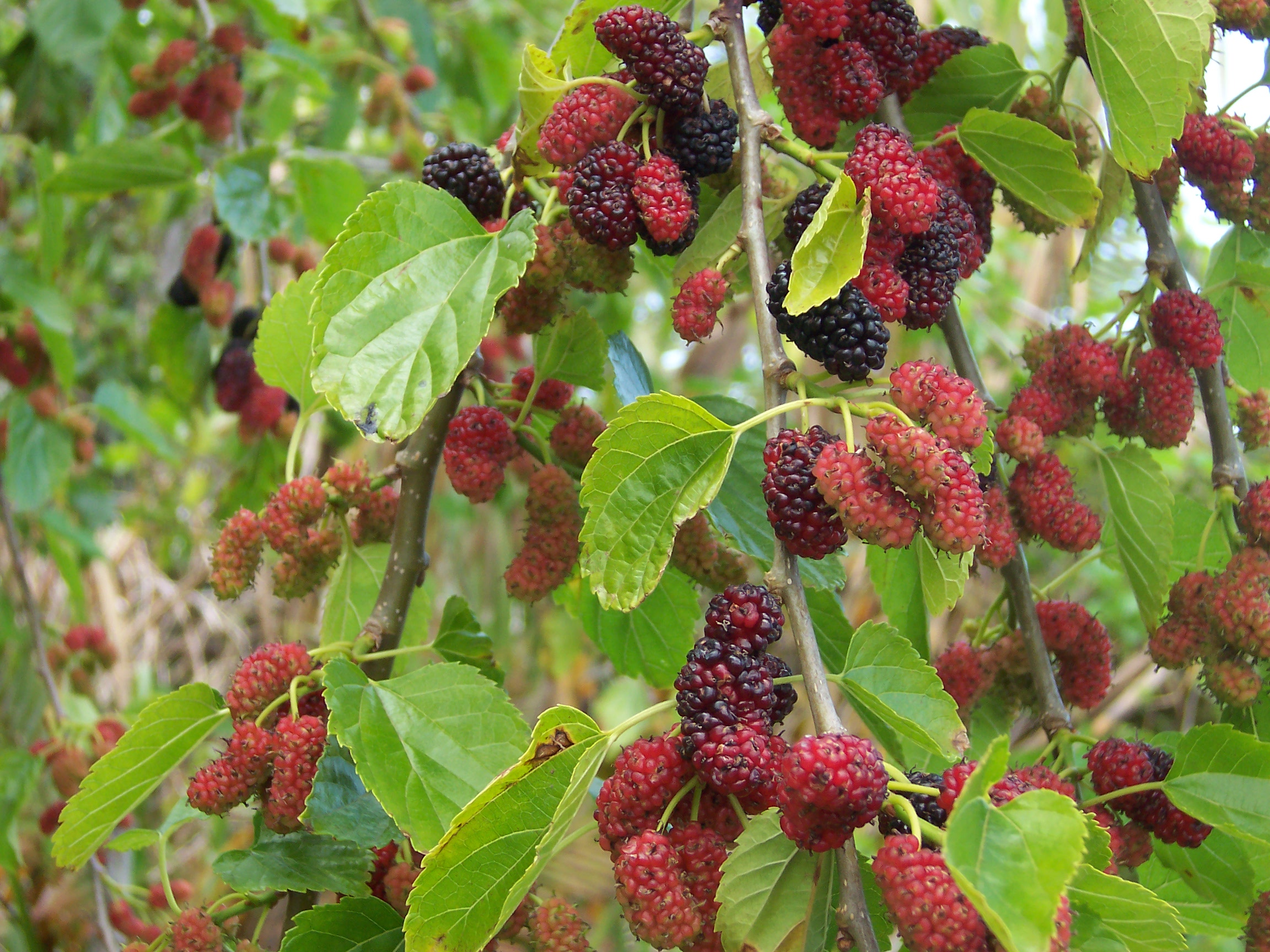
Sorosi maturi di gelso bianco

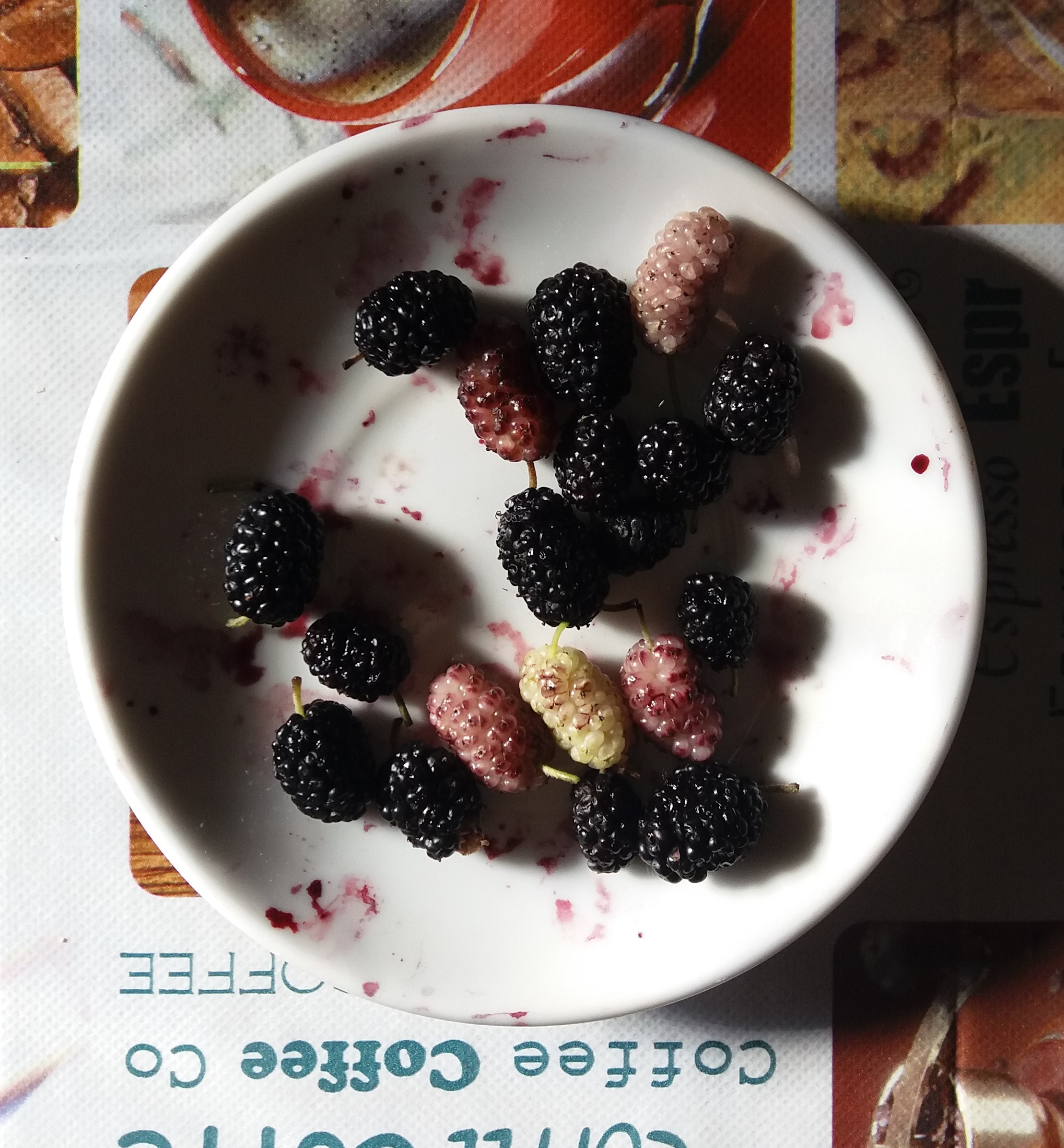
Sorosi di gelso bianco.

I frutti, chiamati impropriamente more di gelso o semplicemente more, sono infruttescenze composte formate dall'unione di un frutto vero e proprio, le nucule, e un falso frutto, che costituisce la polpa. Il nome corretto di questa infruttescenza è sorosio (botanicamente un falso frutto) e somiglia ad un piccolo lampone o ad una mora di rovo, ma è più grosso ed allungato. I sorosi hanno forma ovato-arrotondata e lunghezza da 1 a 3 cm. Sono costituiti da tante piccole sferule carnose unite tra loro, formate a loro volta da una nucula (frutto vero) ricoperta da un rivestimento polposo, derivato direttamente dal perianzio modificato del fiore femminile che l'ha originata (falso frutto). Queste sferule si fondono tra loro grazie ai rispettivi perianzi che, tramite complesse modifiche fisiologiche, divengono un'unica massa carnosa e succulenta che circonda tutte le varie nucule, formando il sorosio. Queste piccole unità carnose sono false pseudodrupe, hanno forma rotondeggiante (sferica) schiacciata ai bordi e presentano esocarpo sottile, mesocarpo carnoso e succulento ed endocarpo crostoso. Ognuna contiene un piccolo frutto vero, la nucula, dal guscio duro, coriaceo e legnoso e forma rotonda. Il perianzio modificato serve a potenziare la disseminazione dei semi, essendo molto appetito dagli uccelli, che cibandosi dei sorosi assumono anche le nucule contenenti i semi, che poi disperderanno con le feci.
Il colore dei sorosi di Morus alba è bianco-giallognolo o rosa-violetto (può esserci confusione con quelle di Morus nigra), e sono portati da un breve picciolo. Sono commestibili, la polpa è dolciastra con punte acidule già prima della maturazione, sebbene siano meno gustosi di quelli del gelso nero. Contengono il 22% di zuccheri, e hanno potere edulcorante, sia freschi che ridotti in farina. Una volta fermentati ci si può ottenere un liquore alcolico. I semi sono piccoli, sferici e sono diffusi principalmente dagli uccelli, che si cibano dei sorosi. In Italia e in Europa meridionale il gelso bianco ha trovato un habitat ideale, idoneo alla sua crescita e sviluppo, e in molte zone conclude il ciclo riproduttivo (messa a seme) senza particolari problemi, riproducendosi e moltiplicandosi spontaneamente per seme che, a differenza di molte piante esotiche o importate, non mostra alcun problema di sterilità o difficoltà di germinazione, dimostrando l'ampia adattabilità e naturalizzazione di questa specie.

## Tassonomia

### Sinonimi e binomi obsoleti
- Morus acidosa Griff.
- Morus alba var. indica Bureau
- Morus alba var. latifolia (Poir.) Bureau
- Morus alba var. multicaulis (Perr.) Loudon
- Morus alba var. nigriformis Bureau
- Morus alba var. stylosa Bureau
- Morus alba var. tatarica (L.) Ser.
- Morus australis Poir.
- Morus australis var. hastifolia (F.T.Wang & T.Tang ex Z.Y.Cao) Z.Y. Cao
- Morus australis var. incisa C.Y. Wu
- Morus australis var. inusitata (H.Lév.) C.Y. Wu
- Morus australis var. linearipartita Z.Y. Cao
- Morus australis var. oblongifolia Z.Y. Cao
- Morus bombycis Koidz.
- Morus bombycis var. angustifolia Koidz.
- Morus bombycis var. bifida Koidz.
- Morus bombycis var. longistyla Koidz.
- Morus bombycis var. tiliifolia Koidz.
- Morus cavaleriei H. Lév.
- Morus chinensis Lodd. ex Loudon
- Morus formosensis Hotta
- Morus hastifolia F.T. Wang & T. Tang ex Z.Y. Cao
- Morus intermedia Perr.
- Morus inusitata H. Lév.
- Morus latifolia Poir.
- Morus longistylus Diels
- Morus multicaulis Perr.
- Morus nigriformis (Bureau) Koidz.
- Morus stylosa var. ovalifolia Ser.
- Morus tatarica L.[4]

### Specie simili
Specie molto caratteristica, il gelso bianco ha particolarità morfologiche che lo differenziano in modo netto all'interno del regno vegetale, e lo rendono inconfondibile anche dalle altre specie di Morus. L'unico albero con cui questa moracea  potrebbe venire confusa è il gelso nero (Morus nigra), una specie affine originaria delle zone temperate dell'Asia minore, che presenta però alcune differenze e particolarità più o meno evidenti:
- Portamento: il gelso nero si presenta più basso, meno slanciato e con chioma più arrotondata di quella del gelso bianco.
- Corteccia: quella del gelso Nero è più spessa e legnosa.
- Foglie: quelle del gelso nero sono più scure e ricoperte da una fitta peluria (tomento) su entrambe le pagine, sono cuoriformi alla base e ruvide sulla pagina superiore.
- Fiori: quelli maschili del gelso nero sono più allungati e presentano stami rosati portati su lunghe antere, quelli femminili sono più piccoli e rotondeggianti rispetto al gelso bianco e presentano stigmi e lacinie del perigonio villose.
- Frutti: i frutti del Morus nigra sono più allungati, più grossi, succosi e molto più scuri rispetto a quelli del Morus alba, anche se a volte i colori si assomigliano (ce ne sono varietà con tonalità simili al Morus nigra). Sono aciduli prima della maturazione, ma in seguito molto dolci, più di quelli del gelso bianco.

## Coltivazione e usi
Venne introdotto in Europa verso il XV secolo, principalmente per l'uso delle sue foglie in bachicoltura come alimento dei bachi da seta e si rinviene sporadicamente a seguito di vecchie coltivazioni datate in Europa meridionale, specie in Italia (dov'era coltivato principalmente nel ducato di Milano e nel granducato di Toscana) e Spagna, dove la bachicoltura era particolarmente diffusa fino agli anni cinquanta.

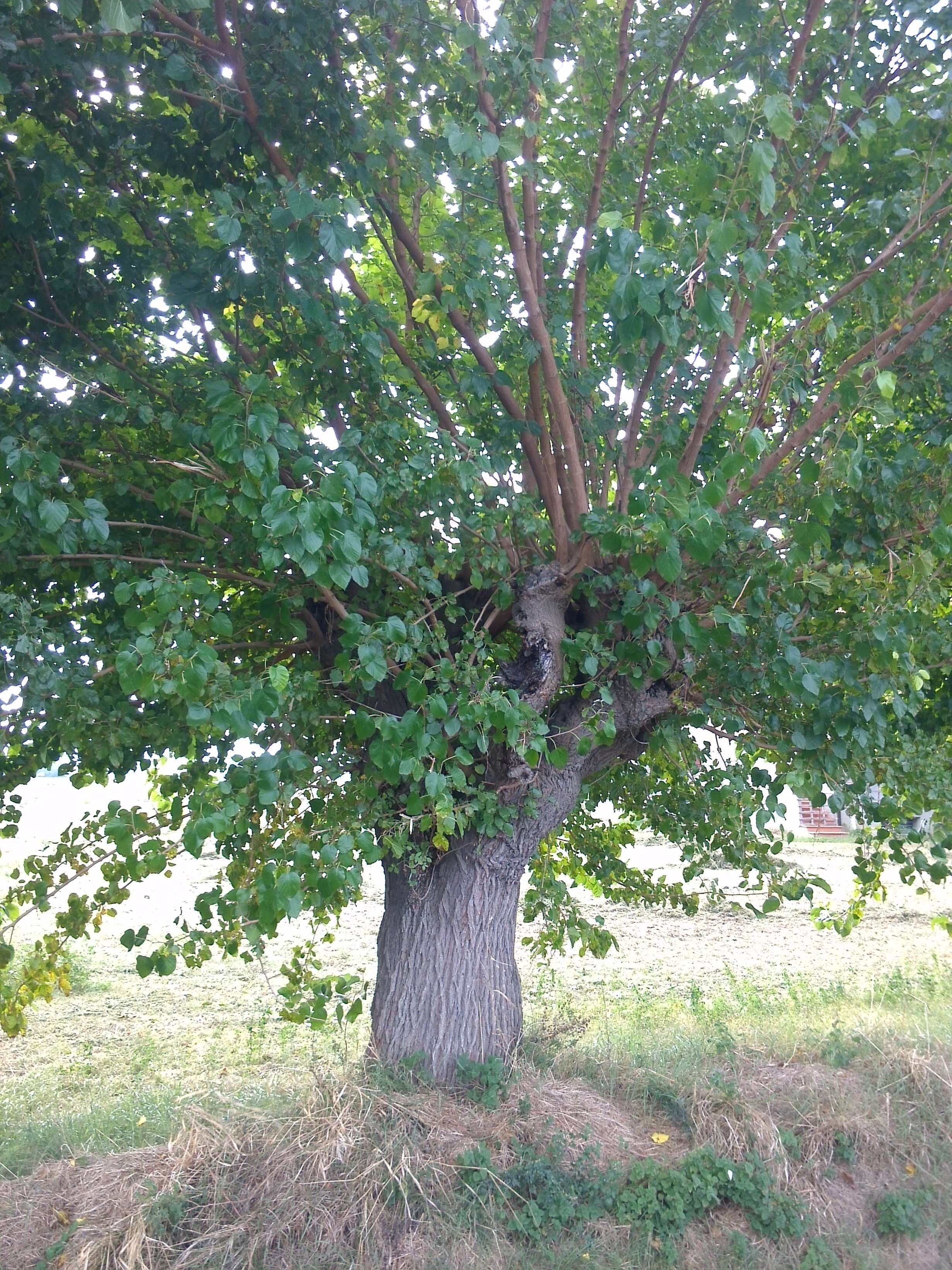
Vecchio gelso bianco allevato a fustaia per l'utilizzo del fogliame in bachicoltura. Si può notare come, a seguito dell'abbandono della gelsicoltura, si sia assistito ad una lenta rigenerazione della chioma da parte della pianta, facendo partire nuovi polloni da vecchie e corte branche precedentemente capitozzate, ricostituendo una forma più naturale

Pianta di recente introduzione in Europa il gelso bianco, assieme al gelso nero, era utilizzato per l'allevamento dei bachi da seta (bachicoltura), pratica impossibile da attuare in assenza di gelsicoltura, essendo le foglie di gelso l'alimento principale degli insetti e utilizzabili anche come foraggio per il bestiame, specie in quelle zone povere di erbacee nei pascoli estivi o che presentano solamente prati magri e radi. Di scarsa rilevanza è il suo impiego come specie da frutto, anche se sono presenti alcune varietà di vecchia data dal frutto più grosso e colorito, mentre alcune varietà dal fogliame particolare a volte vengono impiegate nei giardini come ornamentali.
La quasi totalità degli esemplari ancora viventi sono piante innestate appartenenti alla varietà fruitless, ossia il gelso sterile, che produce foglie più grandi e in abbondanza rispetto al selvatico e non ha l'inconveniente di sporcare il terreno sottostante e le foglie con i frutti maturi. Un tempo la varietà fruitless copriva il 100% degli esemplari italiani mentre oggi si è ridotta in seguito a vari fenomeni e processi più o meno naturali tra cui l'inselvatichimento sporadico di vecchie piante, con la conseguente messa a seme che ha portato alla nascita di selvatici in varie zone incolte e boschive, e all'introduzione di nuove varietà da giardino, non più impiegate a scopo utilitaristico ma ornamentale.
Il gelso bianco cresce su qualsiasi tipologia di terreno, dall'argilloso al sabbioso, presentando un'elevata rusticità e capacità di adattamento, e ha trovato nelle zone italiane l'habitat ideale di crescita, compiendo senza problemi la messa a seme e la conseguente riproduzione della specie. Necessita di terreno umido, anche se non bagnato costantemente. Tipiche erano le coltivazioni in Pianura Padana lungo i canali e i fossi per lo scolo dell'acqua, dove interi filari di gelsi delimitavano i bordi dei campi, beneficiando dell'ambiente umido e acquoso che i canali stessi garantivano. In Italia centrale è particolarmente diffuso nella zona collinare, pur presentandosi sparso un po' ovunque, dalla pianura sino agli 800 m di quota, dove alcuni esemplari sono sfuggiti alle coltivazioni e si rinvengono nei boschi che circondano i campi. Nelle zone meridionali è particolarmente abbondante nei monti Nebrodi in Sicilia. Come tipologia di allevamento il gelso bianco si presta al ceduo (raramente, con una durata economica di 15 anni circa) e alla fustaia (la più diffusa, con una durata di circa 60-100 anni). Per l'allevamento a ceduo si formerà un cespuglio e si praticheranno tagli rasente a terra ogni anno regolarmente (in tarda primavera), non appena i polloni nati dalla ceppaia hanno raggiunto altezze adeguate e fogliame abbondante, mentre per la fustaia sarà necessaria un'impalcatura dei rami alta e aperta (utile a favorire lo sviluppo di una densa e ricca chioma) e la pratica di due defogliazioni, una a primaverile e una autunnale, per non debilitare troppo la pianta.
Questo gelso venne introdotto in Europa grazie a monaci italiani di ritorno dai loro viaggi di evangelizzazione in Asia, assieme ad alcuni bachi da seta, anche se solo nel XII secolo si ebbe una massiccia diffusione, grazie al contributo di Ruggero di Sicilia che importò nel suo reame esemplari di gelso bianco assieme a numerosi bachi e ad alcuni prigionieri in grado di lavorare la seta.
Una legislazione particolare tendeva alla tutela degli alberi di gelso, dapprima favorendone l'impianto, poi vietandone l'abbattimento. Nell'Ottocento in molte regioni italiane era diventata una coltura fondamentale e questa importanza persistette sino agli anni '50 del secolo scorso, quando venne a mancare a causa dell'introduzione di fibre sintetiche e di nuovi tessuti che decretarono la fine dell'importanza che la seta ebbe fino ad allora.
La decadenza dell'allevamento del baco da seta, non solo in Italia, ma nell'intera Europa, ha portato alla quasi scomparsa di un qualsiasi interesse agricolo verso questa specie, almeno in tali parti del mondo.
Interessante il suo uso odierno come ornamentale sia per il portamento sia per il colore dorato del fogliame in autunno e a tale scopo ne sono state selezionate alcune varietà pendule, come ad esempio Morus alba v. pendula con chioma espansa e rami ricadenti.
Di scarso interesse il suo uso come pianta da frutto, pur essendo presenti diverse varietà selezionate a questo scopo, che presentano frutti migliorati e più pregiati.
In Asia il legno di gelso bianco veniva utilizzato per la costruzione di archi compositi, mentre in Emilia-Romagna ancora oggi il legno di questa pianta è fondamentale per la produzione dell'Aceto balsamico tradizionale di Modena, ed è utilizzato per la costruzione di botti per-regina che conferiscono un particolare aroma al prodotto.

### Patologie
Il gelso bianco è una pianta rustica e resistente, e raramente si ammala, ad eccezione dei vecchi esemplari nei quali la carie del legno è piuttosto comune. Le principali patologie che possono intaccare questa moracea sono:
Agenti fungini
- Cancro dei rami - dal fungo Necria galligena
- Cancro delle radici - dai funghi Rosellinia necatrix e Armillaria mellea
- Macchie fogliari - dal fungo Mycosphaerella morifolia
- Carie del legno -  dai funghi dei generi Ganoderma, Fomes, Coryolus.

Agenti animali
- Corrosione a cunicolo delle parti legnose provocata dalle larve dei Rodilegno rosso e giallo: Cossus cossus e Zeuzera pyrina.
- Infestazione del legno dalla Cocciniglia bianca del Gelso: Pseudaulacaspis pentagona.
- Spoliazione fogliare causata da larve di Lepidotteri: Lymantria dispari, Hyphantria cunea et al.

## Fitoterapia e usi medicinali
In fitoterapia l'estratto meristematico (dalle gemme) e fogliame di gelso bianco viene impiegato come ipoglicemizzante. La corteccia ha proprietà antibatteriche e un tempo veniva masticata contro la carie, la polvere di sorosio ha effetti ipolipidici, antiossidanti e neuroprotettivi, gli estratti di radice trattata al metanolo hanno funzione anti stress.
Un estratto di foglie di Morus alba è stato studiato contro gli effetti del veleno della vipera indiana Daboia russelii ed è emerso che la sostanza ha completamente neutralizzato l'attività proteolitica e ialuronolitica in vitro del veleno, eliminando in modo efficiente anche gli effetti secondari come edema, emorragia e necrosi. Inoltre l'estratto ha parzialmente inibito l'attività pro-coagulante e completamente abolito la degradazione di una catena α del fibrinogeno umano, altrimenti duramente intaccati dal veleno del serpente.
Due nuovi composti chimici di interesse farmaceutico sono stati scoperti grazie al gelso bianco, il primo è l'Albanol A, isolato dell'estratto di corteccia della radice e in corso di sperimentazione come trattamento contro la leucemia, il secondo è il kuwanon G., estratto sempre dalla corteccia della radice essiccata tramite trattamento con etanolo, che presenta attività antibatteriche paragonabili a quelle di clorexidina e vancomicina (1 µg ml–1).
Altri composti isolati nel gelso bianco sono il Moracin M, il Steppogenin-4′-O-β-D-glucoside e il Mulberroside, tutti rinvenuti in tracce nella corteccia della radice. Hanno effetti ipoglicemici; in particolare il Mulberroside A, un glucoside stilbenoide, può essere utile nel trattamento di iperuricemia e gotta.

### Altri usi
Un estratto in soluzione metanolica acidificata del frutto di Morus alba può essere utilizzato come indicatore acidi-basico nelle titolazioni acido-base.